# Secador

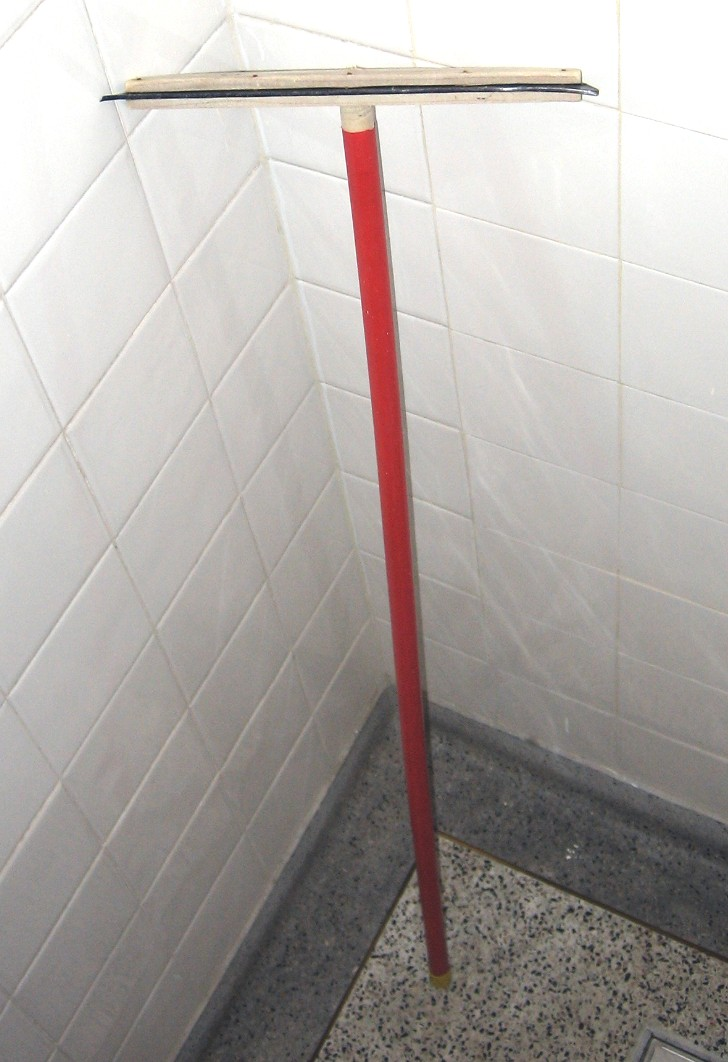
Secador.

El secador o secador de pisos un elemento de perfil plástico extrudado de P.V.C. y banda de goma (caucho natural) vulcanizada, muy blanda, indeformable y no quebradiza, unida a un palo de madera o a un tubo de metal, que se utiliza para esparcir y secar el agua de los suelos, y que, unido a un trapo, antecede en muchos países al uso de la fregona.
En inglés se usa el mismo término para el limpia-vidrio y para el secador. El limpia-vidrio es de creación anterior, habiendo ejemplos en el siglo XIX. Por otro lado, en países tropicales se da el uso del secador en lugar de la mopa, tal vez por el distinto material del suelo, siendo la mopa usada para suelos de madera, y el secador para suelos de baldosa, cemento, etc.
En Cuba, Venezuela, las Islas Canarias y algunas provincias del Norte Argentino se le da el nombre de haragán. En varias regiones de Argentina también es llamado escurridor o alivio e, incluso en ciertos países, es llamado lampazo. En México se le conoce como rasqueta o jalador. En Brasil y en algunas zonas de Paraguay se le conoce como Rodo.
Cabe destacar que con este elemento y un paño de lana se hacen fregonas improvisadas en algunos países.

## Invento y usos originales
Los sucesores del secador moderno provienen de Europa a mediados del siglo XIX y eran conocidos por el nombre de "squilgeeing". Estos secadores primitivos eran usados por los pescadores con el fin de secar las proas de los barcos cuando arribaban al puerto. Se trataban de varas que llevaban incrustadas o atadas trozos de cuero.
El secador moderno que a día de hoy se comercializa en el mundo es un invento de José Fandi, vicepresidente de la Asociación Argentina de Inventores. El secador para suelos fue registrado en 1953, y fue el tercer invento de Fandi, del que en 2004 se fabricaban unos 25 millones por año.

## Origen
Cuando Fandi era adolescente, los secadores se improvisaban. Eran un listón de madera con una ranura, con una goma clavada dentro de ella, que generalmente era de cámara de automóvil cortada con el largo de la madera, y se construían tan mal que rápidamente se desprendía el palo o la goma, debiendo arreglarse continuamente. Como en ese momento trabajaba en una matricería, Fandi se vinculó con un fabricante que vulcanizaba gomas. Al ver como se moldeaba la goma en las matrices y la afluencia que tenía en ocupar las cavidades del molde, se le ocurrió que podría ser de una sola pieza, y no tendría que ir clavado a un palo sino enchufado a un tetón de goma; la lengüeta no se iba a desprender porque formaba parte del cuerpo, y la rigidez iba a estar dada por una varilla metálica dentro del cuerpo. Y así quedó una sola pieza.